# 275P/Hermann
Pour les articles homonymes, voir Hermann.
275P/Hermann est une comète périodique du système solaire, découverte le 20 février 1999 par Shawn M. Hermann.